# بهرام آباد (كوشك)
بهرام آباد (بالفارسية: بهرام‌آباد) هي منطقة سكنية تقع في إيران في قسم كوشك الريفي. يقدر عدد سكانها بـ 62 نسمة .